# Погец
Погец (њем. Pogeez) општина је у њемачкој савезној држави Шлезвиг-Холштајн. Једно је од 131 општинског средишта округа Херцогтум Лауенбург. Према процјени из 2010. у општини је живјело 372 становника. Посједује регионалну шифру (AGS) 1053098.

## Географски и демографски подаци
Погец се налази у савезној држави Шлезвиг-Холштајн у округу Херцогтум Лауенбург. Општина се налази на надморској висини од 14 метара. Површина општине износи 4,5 km². У самом мјесту је, према процјени из 2010. године, живјело 372 становника. Просјечна густина становништва износи 82 становника/km².